# 프랑크 자가리노
프랭크 재거리노(Frank Zagarino, 1950년 12월 19일 ~ )는 미국의 배우, 영화 제작자이다.
로스앤젤레스에서 태어났다.

## 영화
- 리틀 베어 앤 더 마스터 (2008년)
- 리썰 (2005년) - 에단 마샬 역
- 쉐터드 라이즈 (2002년)
- 폭풍 탈주 2 (2001년)
- 네버 룩 백 (2000년)
- 에어보스 4 (1999년)
- 에어보스 3 (1999년)
- 쇼크 트루프 (1999년)
- 스트레이 (1999년)
- 스트라이크 존 (1999년)
- 에어보스 2 (1998년)
- 노 투마로우 (1998년)
- 암스트롱 (1998년)
- 프로텍터(영어판) (1998년)
- 폴아웃 (1998년)
- 에어보스 (1997년)
- 아포칼립스 (1997년)
- 컨빅트 762 (1997년)
- 특명 델타 포스 (1997년)
- 워헤드 (1996년)
- 샤도우체이서 4 (1996년)
- 네버 세이 다이 (1995년)
- 무법의 탈주자 (1995년)
- 샤도우체이서 3 (1995년)
- 사이보그 캅 3 (1995년)
- 샤도우체이서 2 (1994년)
- 파이널 미션 (1994년)
- 블러드 워리어 (1993년)
- 왁스웍 2 (1992년)
- 샤도우체이서 (1992년)
- 엑스트라 라지 - 검은 마술 (1991년)
- 엘리미네이터 (1991년)
- 블랙 리벤저 (1989년) - 마이클 켈러 역
- 사이보그 전사 (1989년)
- 리벤지 특명 (1988년)
- 스트라이커 (1987년)
- 바바리언 여왕 (1985년)
- 러브라인스 (1984년)
- 남자 사냥 (1984년)
- 베이비 온리 유 (1983년)
- 다이너스티 (1981년)